# Rathaus (Windsbach)

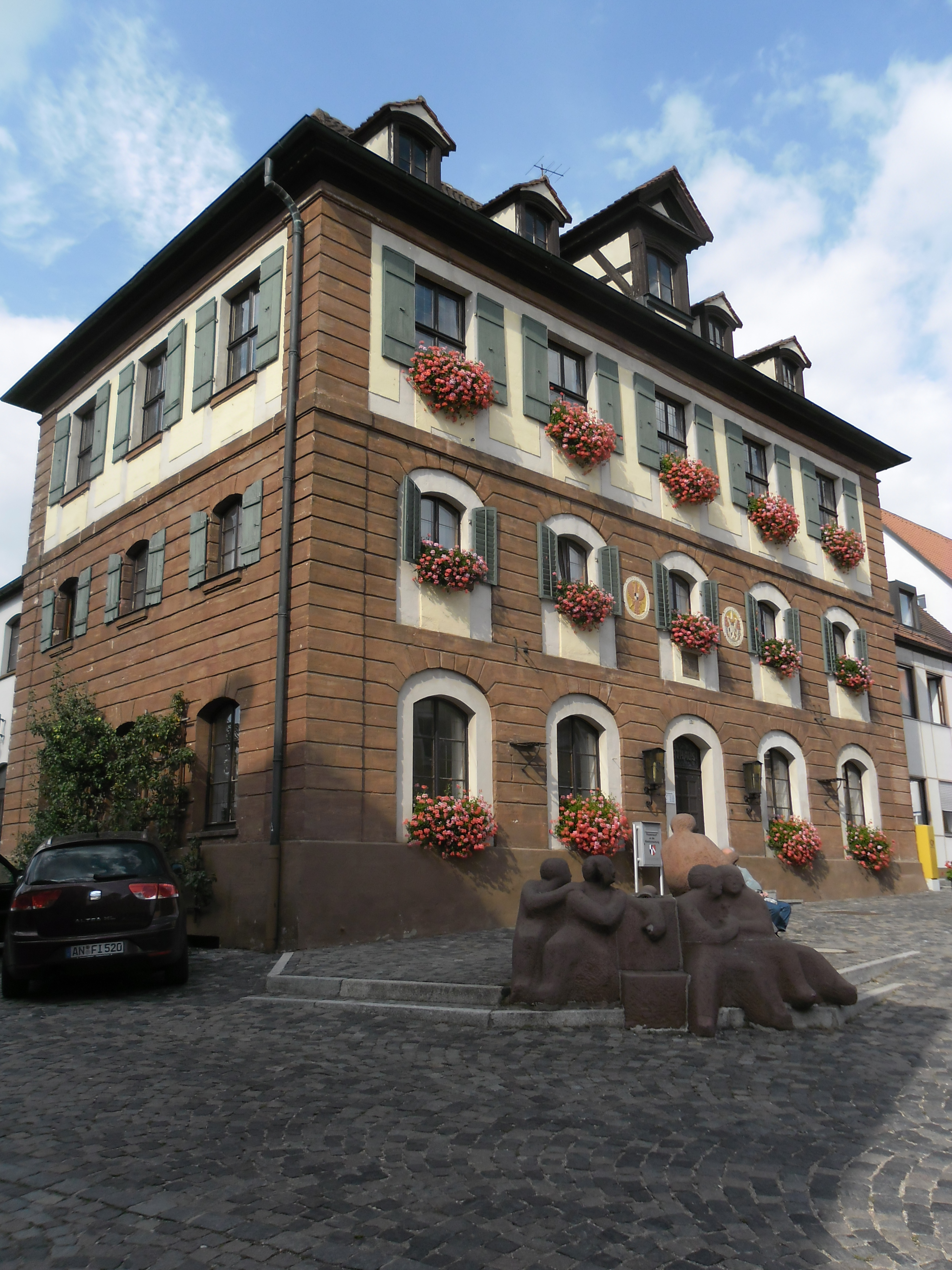
Rathaus in Windsbach

Das Rathaus in Windsbach, einer Stadt im mittelfränkischen Landkreis Ansbach in Bayern, wurde 1749 errichtet. Das Rathaus an der Hauptstraße 15 ist ein geschütztes Baudenkmal.
Der dreigeschossige Walmdachbau mit Putz- und Hausteingliederungen besitzt rustizierte Ecklisenen. Die Rundbögen im Erdgeschoss waren ein Teil einer ehemals offenen Halle. An der Schaufassade sind zwei Wappenreliefs vorhanden.
Im Inneren sind noch historische Ausstattungsteile erhalten.